# Die goldene Hölle
Die goldene Hölle ist ein US-amerikanischer Abenteuerfilm aus dem Jahr 1928 von Clarence Brown mit Dolores del Río und Ralph Forbes in den Hauptrollen. Der Stummfilm wurde von Metro-Goldwyn-Mayer produziert und basiert auf dem 1911 veröffentlichten Roman The Trail of ’98: a Northland Romance von Robert W. Service.

## Handlung
Die Nachricht vom Goldfund in Alaska bringt die Nation in Aufruhr und löst den Klondike-Goldrausch aus. Viele Männer verlassen ihre Heimat und ziehen in den Norden, um dort ihr Glück zu versuchen. Samuel Foote zieht los und verlässt seine Familie. Der hünenhafte Lars Petersen, Holzfäller in Michigan, verlässt seine Frau. Der Prediger Salvation Jim kommt aus der Wüste Nevadas nach Alaska. Das Ehepaar Bulkey, unterwegs mit ihrer Verwandten Berna und deren blinden Großvater Henry Kelland, wollen am Klondike ein Restaurant eröffnen. Auf dem Weg von Dawson zu den Goldfeldern stirbt der Großvater. 
Am Ziel sind alle über die harten Bedingungen und rücksichtslose Menschen, insbesondere über den skrupellosen Saloonbesitzer Jack Locasto, entsetzt. Während Berna sich in den Abenteurer Larry verliebt, packen die Bulkeys ihr Hab und Gut und wollen Alaska verlassen. Berna kann Larry überreden, mit ihr zurückzugehen, doch zuvor will er noch an einer vielversprechenden Stelle suchen. Lars, Larry, Jim und Samuel werden tatsächlich fündig und entdecken eine Goldader. Larry und Samuel bewachen die Stelle, während Lars und Jim den Claim anmelden. Die Eiseskälte macht den Männern schwer zu schaffen. Samuel packt die Gier und will Larry loswerden, wird aber von einem Rudel hungriger Wölfe angegriffen und getötet. 
Larry schafft es mit letzter Kraft in die Stadt. Betroffen darüber, dass sich Berna als Saloonmädchen verdingen muss, kommt es zu einem Kampf mit Locasto und seinen Männern. Dabei wirft Larry eine Petroleumlampe auf Locasto und setzt diesen in Brand. Locasto kommt im Feuer um, der Saloon brennt nieder. Larry wird von Berna aus den Flammen gerettet. Larry, Berna, Lars und Jim beschließen zu ihren normalen Leben zurückzukehren.

## Produktion

### Hintergrund
Gedreht wurde der Film am Alaska und in Skagway. Szenen auf dem Chilkoot Pass wurden an der Great Divide in Colorado gedreht. Weitere Szenen entstanden in Denver und in Truckee in Kalifornien.
Laut dem TV Guide kamen bei den Dreharbeiten am Copper River vier Stuntmen ums Leben.

### Stab
Cedric Gibbons und Merrill Pye waren für das Szenenbild zuständig. Waldemar Young arbeitete mit Drehbuchautor Benjamin Glazer an der Script/Continuity. Charles Dorian war Regieassistent.

### Besetzung
In kleinen nicht im Abspann erwähnten Nebenrollen traten Francis Ford, Roscoe Karns, Polly Moran als Mrs. Petersen und Jacques Tourneur auf.
Der später als Komiker bekannt gewordene Lou Costello war das Stunt-Double für Harry Carey sr. und für Dolores del Río.

## Veröffentlichung
Die Premiere des Films fand am 20. März 1928 in New York statt. Im Deutschen Reich kam er 1929 in die Kinos. In der Bundesrepublik Deutschland wurde er am 25. August 1993 im deutschen Fernsehen ausgestrahlt.

## Kritiken
Das Lexikon des internationalen Films schrieb: „Fotografisch eindrucksvolle Stummfilm-Rekonstruktion des Goldrauschs.“
Auch die Filmzeitschrift Cinema lobte die imposanten Bilder.
Mordaunt Hall von der The New York Times bezeichnete den Film als höchst spannend. Für ihn war es ein aufrichtig und ernsthaft produzierter und gespielter Film.
Robert E. Sherwood hingegen merkte im Magazin Life an, es läge an der Geschichte und der Charakterisierungen, dass der Film traurigerweise unzureichend sei. Dabei seien die ersten Szenen großartig, die Landschaftsaufnahmen beeindruckend. Doch dann verwandele sich der Film zu einem einfachen Melodram. Erhabenheit und Pracht weichen Schamhaftigkeit und Absurdität. Kurz gesagt: eine große Enttäuschung.
Der Kritiker des TV Guide sah ein mitreißendes Melodram.